# یک ناشناخته کامل
یک ناشناختهٔ کامل (به انگلیسی: A Complete Unknown) یک فیلم درام موزیکال زندگی‌نامه‌ای آمریکایی محصول ۲۰۲۴ به کارگردانی جیمز منگولد است که فیلم‌نامهٔ آن را با جی کاکس نوشت. این فیلم زندگی باب دیلن از زمان موفقیت در موسیقی فولک تا بحث و جدل سرنوشت‌ساز پیرامون استفاده‌اش از سازهای الکتریکی را به تصویر می‌کشد. تیموتی شالامی (که تهیه‌کننده هم هست) نقش اصلی را بازی می‌کند و ادوارد نورتون، ال فانینگ، مونیکا باربارو، بوید هالبروک، دن فوگلر، نوربرت لئو بوتس و اسکوت مک‌نری در نقش‌های مکمل حضور دارند.
یک ناشناختهٔ کامل نخستین بار در ۱۰ دسامبر ۲۰۲۴ در سالن تئاتر دالبی لس آنجلس به نمایش درآمد و در ۲۵ دسامبر ۲۰۲۴ توسط سرچلایت پیکچرز در ایالات متحده منتشر شد. نقدهای فیلم عموماً مثبت بودند و اجرای شالامی را تحسین کردند. یک ناشناختهٔ کامل از سوی انستیتوی فیلم آمریکا و هیئت ملی بازبینی به‌عنوان یکی از ده فیلم برتر سال ۲۰۲۴ برگزیده شد. این فیلم در هشتاد و دومین مراسم گلدن گلوب نامزد جوایز بهترین فیلم – درام، بهترین بازیگر مرد برای شالامی و بهترین بازیگر نقش مکمل مرد برای نورتون شد.

## زمینه داستان
این فیلم ورود باب دیلن ۱۹ ساله به شهر نیویورک در سال ۱۹۶۱ به دنبال یافتن قهرمان خود، وودی گاتری بیمار را نشان می‌دهد. او توسط صحنه عامیانه نیویورک (گاتری، پیت سیگر، جون بایز و دیگران) که استعداد او را تشخیص می‌دهند، در آغوش گرفته می‌شود. او در کلوبهای مرکز شهر اجرا می‌کند و به زودی با قراردادی با کلمبیا رکوردز تبدیل به یک تجلی می‌شود. این فیلم صعود دیلن به یک پدیده فرهنگی، روابط قوی او در دنیای موسیقی فولکلور و انتقال نهایی او از موسیقی فولکلور، تشکیل یک گروه، سردرگم کردن طرفدارانش و ناامید کردن جامعه موسیقی را به تصویر می‌کشد.

## بازیگران
- تیموتی شالامی در نقش باب دیلن
- مونیکا باربارو در نقش جون بایز
- ال فانینگ در نقش سیلوی روسو
- ادوارد نورتون در نقش پیت سیگر
- بوید هالبروک در نقش جانی کش
- نیک آفرمن در نقش آلن لومکس
- پی. جی. برن در نقش هارولد لونتال
- اسکوت مک‌نری
- دن فوگلر
- ویل هریسون
- چارلی تاهان
- الی براون
- نیک پوپو
- بیگ بیل مورگانفیلد
- لورا کاریوکی در نقش ماویس استپل
- اریک بریمن
- دیوید آلن باشه
- جو تیپت
- جیمز آستین جانسون

## تولید

### پیش تولید
در ژانویه ۲۰۲۰ اعلام شد که جیمز منگولد در حال نوشتن و کارگردانی یک فیلم زندگی‌نامه‌ای دربارهٔ باب دیلن است، که به‌طور خاص حول جنجال‌های مربوط به تغییر گیتار الکتریک او با بازی تیموتی شالامی در نقش اصلی متمرکز است. در آن زمان از این فیلم با عنوان «Going Electric» یاد می‌شد. در ماه اکتبر، فیلمبردار فدون پاپامیکائیل اظهار داشت که دنیاگیری کووید-۱۹ روند پروژه را زیر سؤال برده است. شالامی این مدت زمان را صرف تحقیق دربارهٔ دیلن، بازدید از خانه‌های سابق دیلن در شهر نیویورک و مشاوره با کارگردان جوئل کوئن کرد. منگولد همچنین دربارهٔ این فیلم با دیلن ملاقات کرده بود و اظهار داشت که او فیلمنامه را حاشیه نویسی کرده و در عین حال یادداشت‌هایی را برای شالامی ارائه کرده است. در مصاحبه‌ای در اکتبر ۲۰۲۳، شالامی اظهار داشت که با همان تیمی از مربیان آواز و حرکت کار می‌کند که با آستین باتلر برای اجرای او در الویس (۲۰۲۲) کار می‌کردند.
در نوامبر ۲۰۲۲، شالامی اظهار داشت که هنوز به فیلم وابسته است و به‌طور فعال برای آن آماده می‌شود و پروژه پس از توقف دوباره شتاب گرفته است. نام فیلم در فوریه ۲۰۲۳ به‌طور رسمی یک ناشناخته کامل عنوان شد و قرار شد که منگولد پس از تعهداتش به ایندیانا جونز و گردانه سرنوشت کار روی پروژه را آغاز کند. مونیکا باربارو برای ایفای نقش جون بایز در ماه آوریل وارد مذاکرات نهایی شد. در ماه مه، ال فانینگ برای ایفای نقش سیلوی روسو انتخاب شد، و منگولد اعلام کرد که بندیکت کامبربچ در این فیلم نقش پیت سیگر را بازی خواهد کرد. باربارو همچنین برای نقش خود تأیید شد و شروع به آموزش خوانندگی و گیتار کرد. منگولد در ماه جولای اعلام کرد که این فیلم لزوماً بر روی یک فیلم زندگی‌نامه‌ای دیلن نبوده، بلکه یک درام گروهی به سبک رابرت آلتمن است. بوید هالبروک و نیک آفرمن نیز در آن زمان به بازیگران پیوستند. در ماه اکتبر، پی. جی. برن به عنوان یکی از بازیگران شناخته شد. در ژانویه ۲۰۲۴، ادوارد نورتون برای به تصویر کشیدن نقش سیگر، به جای کامبربچ که به دلیل مشکلات برنامه‌ریزی آن را ترک کرده بود، مشخص شد. بازیگران دیگر شامل اسکوت مک‌نری، دن فوگلر و چارلی تاهان در ماه مارس اعلام شدند.

### فیلمبرداری
منگولد در آوریل ۲۰۲۳ اظهار داشت که احتمالاً تصویربرداری اصلی در اوت ۲۰۲۳ در شهر نیویورک و مونترال آغاز خواهد شد، اما فیلمبرداری در ژوئیه به دلیل اعتصابات ۲۰۲۳ سگ-افترا به تعویق افتاد. تا اوایل سال ۲۰۲۴، قرار بود فیلمبرداری در اواخر مارس ۲۰۲۴ آغاز شود و انتظار می‌رفت که در سراسر نیوجرسی انجام شود. فیلمبرداری در نهایت در ۱۶ مارس آغاز شد.

## بازخورد
در وبگاه جمع‌آوری نقد راتن تومیتوز، ٪۷۸ از ۲۰۲ بررسی منتقدان مثبت است و میانگینِ امتیاز آن ۷٫۴/۱۰ است. این فیلم در متاکریتیک که از میانگین وزنی استفاده می‌کند، بر اساس نظر ۵۲ منتقدین امتیاز ۷۳ از ۱۰۰ را کسب کرده که نشان‌گر «نقدهای عموماً مطلوب» است.